# История рабства
История рабства с древних времён до наших дней охватывает множество народов, цивилизаций и обществ, практика рабства существовала во многих, если не во всех культурах; социальное, экономическое и правовое положение рабов, система рабства сильно различались в разных эпохах и в разных регионах.
Для достижения эффективности производства жизненно необходимо разделение труда. При организации такого разделения тяжёлый (прежде всего, физический) труд является наименее привлекательным для исполнителей. На определённом этапе развития общества (когда развитие технологий обеспечило производство работником большего объёма продукции, чем необходимо ему самому для поддержания жизни) военнопленных, которых прежде убивали, стали лишать свободы и принуждать их к тяжёлому труду на хозяина. Люди, лишённые свободы и превращённые в собственность господина, стали рабами.

### Первобытное общество
Рабство изначально не отражено в культуре человечества. Первые сведения о рабстве встречаются в период захвата семитскими племенами Шумера. Здесь упоминается покорение захваченного народа и его подчинение господину. Древнейшие указания на существование рабовладельческих государств на территории Месопотамии относятся к началу третьего тысячелетия до н. э. Судя по документам этой эпохи, это были очень маленькие первичные государственные образования, во главе которых стояли цари. В княжествах, потерявших свою независимость, правили высшие представители рабовладельческой аристократии, носившие древний полужреческий титул «энси» . Экономической основой этих древнейших рабовладельческих государств был централизованный в руках государства земельный фонд страны. Общинные земли, обрабатывавшиеся свободными крестьянами, считались собственностью государства, и население их было обязано нести в пользу последнего всякого рода повинности.
В библейских источниках рабство было описано до потопа (Быт. 9:25). Древние патриархи имели многих рабов (Быт. 12:5, 14:14). Рабами делались: люди, взятые в военный плен (Втор. 20:10,11, 21:10), или должники, которые были не в состоянии уплатить своих долгов (4Цар. 4:1, Ис. 50:1, Мф . 18:25), также вор, который был не в состоянии заплатить за украденное (Исх. 22:1-3), а также лица, вступившие в брак с лицом рабского состояния (Быт. 14:14, 15:3 и др.). Иногда человек сам продавал себя в рабство по крайности обстоятельств (Лев. 25:39). Рабы через продажу переходили от одного господина к другому, и покупка была самым обыкновенным способом добывать себе рабов.
По современным представлениям, в эпоху первобытного общества рабовладение сначала отсутствовало полностью, затем появилось, но не имело массового характера. Причиной этого был низкий уровень организации производства, а первоначально — добывания пищи и необходимых для жизни предметов, при котором человек не мог произвести больше, чем необходимо для поддержания его жизни. В таких условиях обращение кого-либо в рабство было бессмысленно, так как раб не приносил пользы хозяину. В этот период, собственно, рабов как таковых не было, а были только пленники, взятые на войне. С древнейших времён пленник считался собственностью того, кто его захватил. Эта сложившаяся в первобытном обществе практика явилась фундаментом для возникновения рабовладения, поскольку закрепила представление о возможности владения другим человеком.
В межплеменных войнах пленников-мужчин, как правило, либо не брали вовсе, либо убивали (в местах, где был распространён каннибализм — поедали), либо принимали в победившее племя. Разумеется, были исключения, когда пленённых мужчин оставляли в живых и заставляли работать либо использовали в качестве менового товара, но общей практикой это не было. Немногие исключения составляли мужчины-рабы, особо ценные из-за каких-то своих личных качеств, способностей, умений. В массе же бо́льший интерес представляли захваченные женщины, как для рождения детей и сексуальной эксплуатации, так и для хозяйственных работ; тем более, что гарантировать подчинение женщин как физически более слабых было гораздо проще.

### Расцвет рабовладения

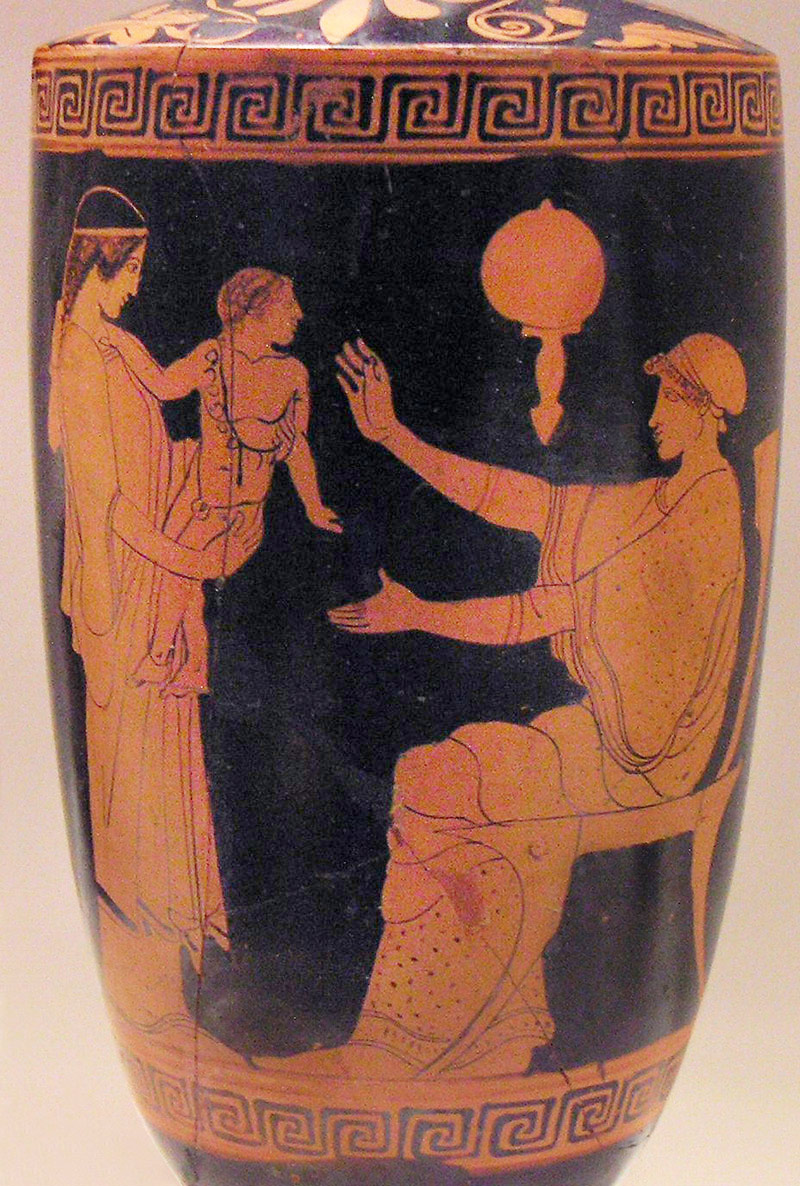
Раб передаёт ребёнка в руки матери. Изображение на древнегреческом лекифе, V век до н. э.

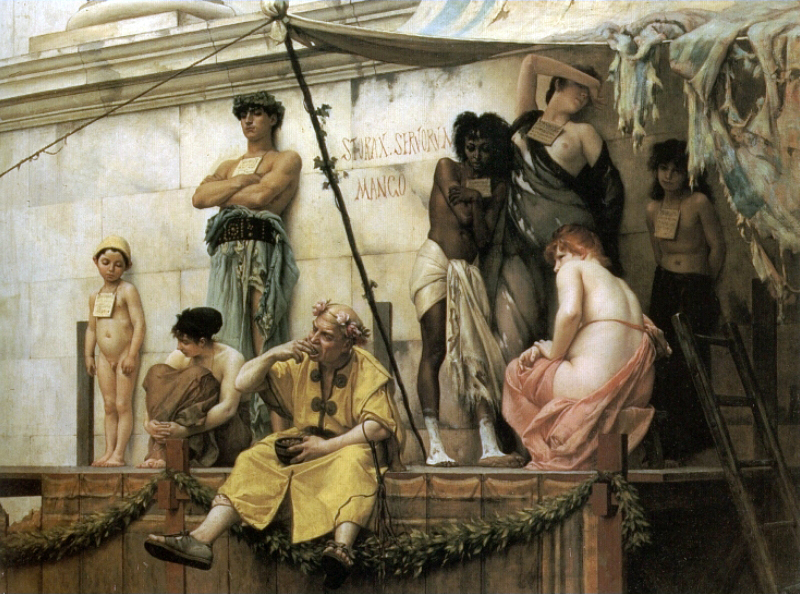
Гюстав Буланже, «Рынок рабов»

Рабство появилось и распространилось в обществах, перешедших к сельскохозяйственному производству. С одной стороны, это производство, особенно при примитивной технике, требует весьма значительных затрат труда, с другой — работник может произвести существенно больше, чем необходимо для поддержания его жизни. Пользование рабским трудом стало экономически оправданным и, естественно, широко распространилось. Тогда и сложилась рабовладельческая система, просуществовавшая многие века — как минимум, с античных времён до XVIII века, а кое-где и дольше.
В этой системе рабы составляли особый класс, из которого обычно выделялась категория личных, или домашних рабов. Домашние рабы всегда находились при доме, прочие же работали вне его: в поле, на строительстве, ходили за скотом и так далее. Положение домашних рабов было заметно лучше: они были лично известны господину, жили с ним более или менее общей жизнью, до известной степени входили в состав его семьи. Положение прочих рабов, лично мало известных господину, часто почти не отличалось от положения домашних животных, а иногда бывало и худшим. Необходимость удержания больших масс рабов в подчинении привела к появлению соответствующей юридической поддержки права владения рабами. Помимо того, что сам хозяин обычно имел работников, чьей задачей был надзор за рабами, законы сурово преследовали рабов, попытавшихся бежать от хозяина или взбунтоваться. Для усмирения таких рабов широко применялись самые жестокие меры. Несмотря на это, побеги и восстания рабов были нередки.
По мере роста культуры и образованности общества среди домашних рабов выделился ещё один привилегированный класс — рабы, ценность которых определялась их знаниями и способностями к наукам и искусствам. Существовали рабы-актёры, рабы-учителя и воспитатели, переводчики, писцы. Уровень образования и способностей таких рабов нередко значительно превышал уровень их хозяев, что, впрочем, далеко не всегда облегчало их жизнь.
Положение рабов постепенно, путём очень долгой эволюции, изменялось к лучшему. Разумный взгляд на собственную хозяйственную выгоду вынуждал господ к бережливому отношению к рабам и смягчению их участи; это вызывалось также и соображениями безопасности, в особенности когда рабы в количественном отношении превосходили свободные классы населения. Изменение отношения к рабам сначала отражалось в религиозных предписаниях и обычаях, а затем и в писаных законах (закон сначала взял под защиту домашних животных, и только потом — рабов). Ни о каком уравнении рабов в правах со свободными людьми речи не было: за один и тот же проступок раба наказывали несравненно строже, чем свободного человека, он не мог жаловаться в суд на обидчика, не мог владеть собственностью, вступать в брак; по-прежнему господин мог его продавать, дарить, тиранить и т. д. Однако уже нельзя было безнаказанно убить или изувечить раба. Появились правила, регулировавшие освобождение раба, положение рабыни, забеременевшей от своего господина, положение её ребёнка; в некоторых случаях обычай или закон давал рабу право переменить своего господина. Тем не менее, раб всё-таки оставался вещью; меры, которые принимались для защиты раба от произвола господина, носили чисто полицейский характер и вытекали из соображений, не имевших ничего общего с признанием за рабом прав личности.

### Переход от рабовладения к феодализму, рудименты рабства в средневековой Европе

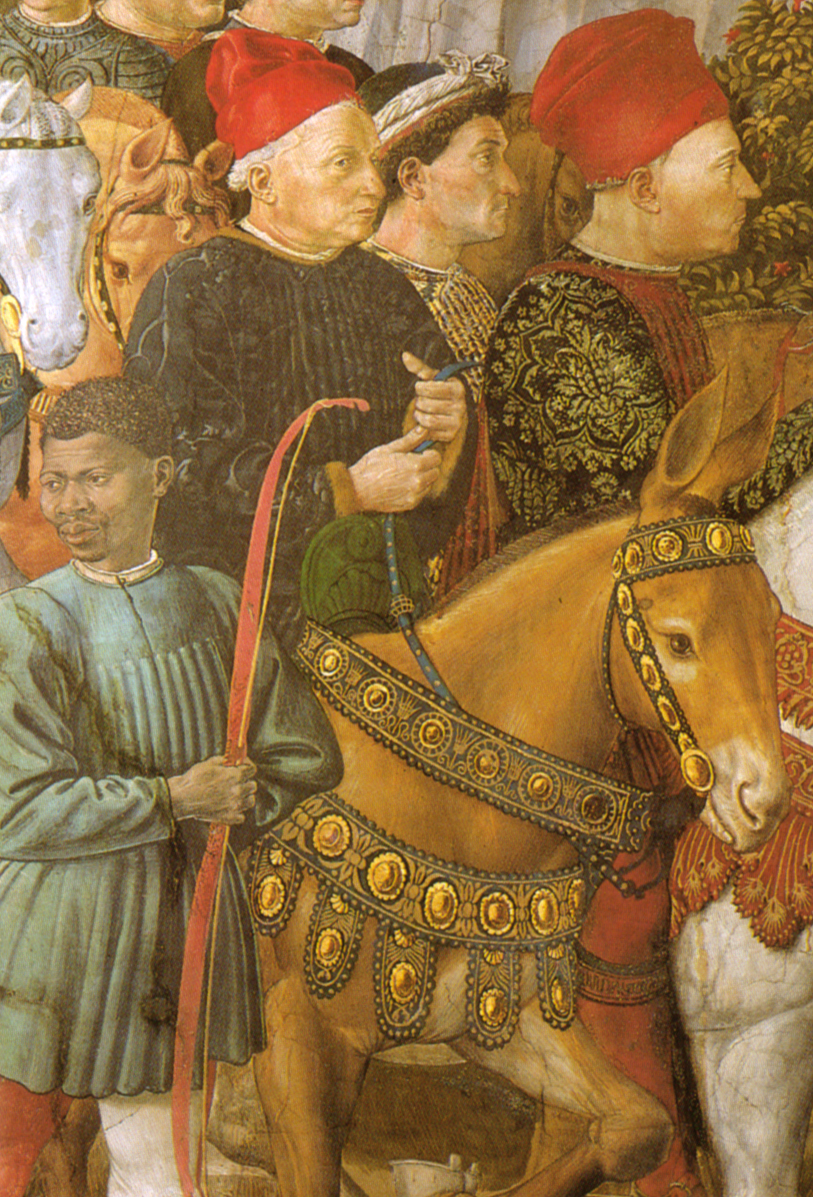
Африканец на фрагменте фрески Беноццо Гоццоли «Путешествие Волхвов» из капеллы Волхвов в Палаццо Медичи-Риккарди. 1459 г.

Уничтожить институт рабовладения смогла лишь коренная перемена экономических условий, чему способствовало само рабовладение, воздействуя в прогрессивном смысле на общественную организацию. Само появление рабства в первобытном обществе было уже известным прогрессом, заключающимся хотя бы в том, что прекратилось убийство всех побеждённых. С увеличением числа рабов увеличивается специализация, появляются новые экономические функции, техника добывания и обработки сырья значительно поднимается. Пока население, сравнительно с площадью удобной для обработки земли, незначительно, труд рабов производит гораздо больше, чем нужно на их содержание. При этом необходимость внимательного надзора за трудом невольников заставляет держать их вместе в большом количестве, и концентрация приносит ещё большие выгоды.

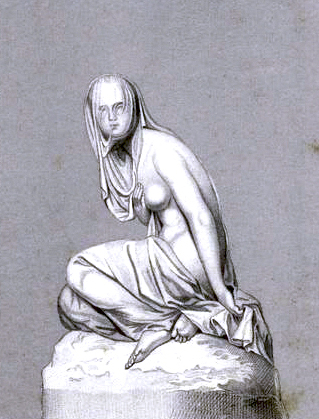
«Черкесская рабыня», скульптура Рафаэля Монти, ок. 1851 год.

Однако выгодность эта с течением времени уменьшалась. Неизбежно наступал момент, когда при невольничьем труде производство переставало возрастать, при том что содержание раба постоянно дорожало. Техника добывания и обработки при необразованности, которая неизбежна для рабов, не может развиваться далее определённых пределов. Труд, вынуждаемый страхом наказания, сам по себе неуспешен и непроизводителен: даже физическую силу рабы не прилагают к делу и наполовину. Все это подрывало институт рабства. Новые хозяйственные отношения, которые в различных государствах обусловливались различными причинами, создали новый институт крепостничества, породив новое состояние несвободных, прикреплённых к земле и поставленных под власть землевладельца крестьян (личная зависимость, поземельная зависимость), которые, однако, при всей ограниченности своих прав, не являются уже собственностью владельца. Масштабы использования рабского труда сузились, класс рабов-земледельцев исчез. В Европе рабство сохранилось как преимущественно домашнее, однако существовало на всём протяжении Средних веков. Захватом рабов и работорговлей занимались скандинавские викинги. Итальянские купцы (генуэзцы и венецианцы), владевшие торговыми факториями на Чёрном и Азовском морях, покупали рабов (славян, черкесов) у татаро-монголов и продавали их в страны средиземноморского бассейна, как мусульманские, так и христианские. (См. также Генуэзские колонии в Северном Причерноморье).
С 1350 года торговля рабами в Европе увеличилась, а их происхождение от прежде преобладавших сарацинов изменилось. Рабы славянского происхождения отмечаются с XIV века в нотариальных актах некоторых итальянских, испанских и южнофранцузских городов (в частности, в Руссильоне). Максимальное число сделок заключено в XV веке, а наиболее многочисленную группу среди рабов Руссильона (более 22 %) в этот период составляли русские рабы. В Руссильоне рабов приобретали преимущественно для сельских работ. Местные власти издавали законы и проводили меры по отлову беглых рабов (в частности требовали выдачи у соседних государств) и удержанию их в повиновении (например, держание на цепи). Во второй половине XV века появилась мода на русских кормилиц, которых рабовладельцы с выгодой для себя сдавали в наём. Детей рабынь подбрасывали в приютные дома или продавали на рынке. Ценились рабы только молодые и сильные, редкий раб выживал после изнурительного труда и кнута. В 35 лет раб превращался в старика.
После крестовых походов в европейских странах появляются африканские рабы, попадавшие туда в небольшом количестве, в основном из стран Магриба, а затем из Османской империи.
В Испании вследствие постоянных контактов с мусульманами торговля рабами продолжалась. Кроме Испании, в Средние века встречались рынки для работорговли в Италии, главным образом в Риме, где венецианцы скупали рабов для перепродажи их мусульманам.
Генуэзские колонии в Северном Причерноморье были поставщиками рабов в Италию и Испанию, также генуэзцы продавали рабов в Египет, что стало фундаментом военной мощи мамлюков. В XIII веке в Генуе черкесы составляли 45 % от всех восточных рабов, лазы — 17 %, болгары — 12 %, русские — 5 %. Восточных (черноморских) рабов было намного больше, чем «сарацин». Многие попадали в рабство малолетними. Племена Кавказа, побуждаемые голодом, часто продавали генуэзцам маленьких детей, которые были еще не в состоянии работать. Мальчики-рабы приобретались, чтобы помогать хозяйкам в домашних делах и мастерам-ремесленникам в качестве подмастерьев. Но гораздо больший спрос на мальчиков и взрослых мужчин существовал в Египте, где их использовали как воинов-мамлюков. Девушки-рабыни, которых покупали в качестве наложниц, стоили дороже мужчин.

### Рабство в средневековых государствах Передней Азии

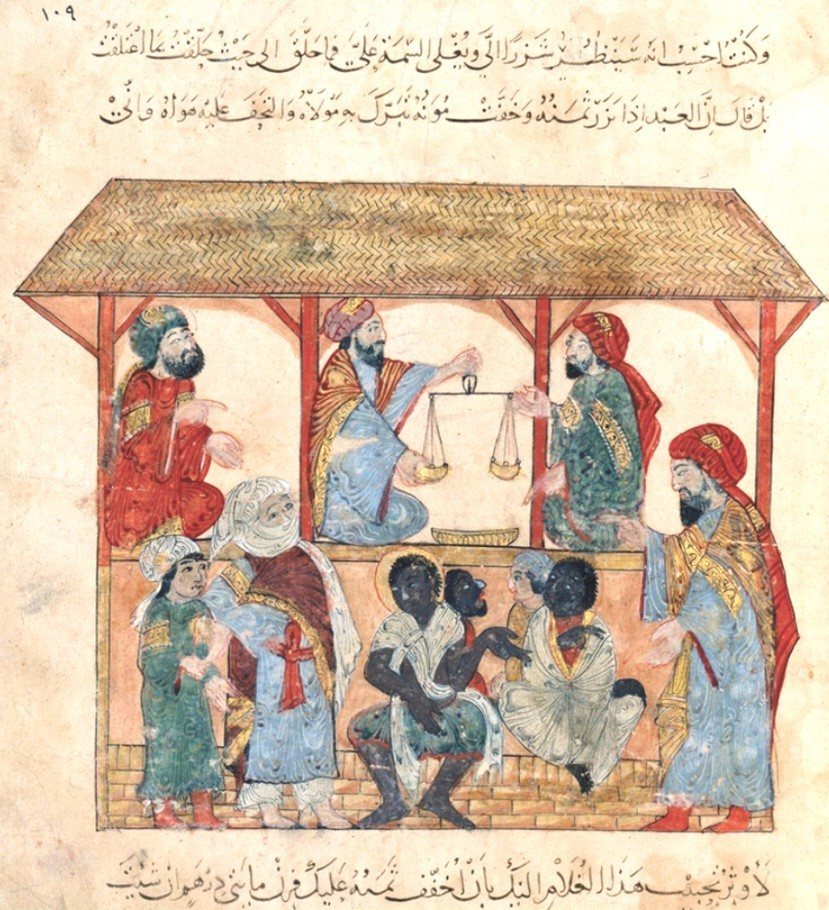
Рынок рабов XIII века в Йемене

На рабском труде африканцев держалась экономика южного Ирака вплоть до восстания зинджей. В Нижнем Ираке труд восточноафриканских рабов, известных как «зинджи», использовался в массовых масштабах для крайне трудоёмких работ по поддержанию в порядке и развитию южномесопотамской мелиорационной сети, обеспечивавшей высокую продуктивность земледелия в данном регионе. Высокая концентрация восточноафриканских рабов и тяжёлые условия их существования позволили хариджитам превратить зинджей в ударную силу организованного ими восстания, известного как Восстание зинджей (869—883 годов). В результате восстания зинджам удалось установить свой контроль над всем Нижним Ираком и даже создать свою собственную полицию. В результате колоссального напряжения сил аббасидским халифам всё-таки удалось это восстание подавить. Однако после этого иракцы уже стали последовательно избегать массового ввоза в страну рабов из Восточной Африки. Отметим, что в то же самое время иракцам не удалось найти зинджам эффективной альтернативы, в результате чего сложная мелиоративная сеть Нижней Месопотамии пришла в полный упадок, что привело к полной социально-экологической катастрофе в регионе. Площадь заселённой территории сократилась до 6 % от прежнего уровня. Численность населения упала до минимальной отметки за все предыдущие 5000 лет. Нижняя Месопотамия, бывшая при Омейядах житницей халифата, превратилась в окруженные пустынями болота.
Впрочем, существует и иная точка зрения (Гумилёв Л. Н.), которая состоит в том, что попытки арабской мелиорации в Южной Месопотамии в VII—IX веках н. э. были изначально неосуществимы и не обоснованы с хозяйственной точки зрения, так как мелкие кристаллики соли, содержавшиеся в почве и лишавшие её плодородия, были просто не видны глазу, и деятельность зинджей по их сбору была просто неэффективна. А в упадок мелиоративная система Междуречья пришла намного раньше, ещё в начале Новой эры, в результате отдалённых последствий предыдущей неудачной попытки мелиорации при вавилонских царях Навуходоносоре и Набониде, что и стало причиной постепенного упадка такого древнего центра, как Вавилон, от которого к началу н. э. «остались одни руины». Восстание зинджей было безнадёжно для них с самого начала и привело их к закономерной гибели, но одновременно погубило и Багдадский халифат.
Рабский труд и работорговля были важной частью экстенсивной экономики средневековых азиатских государств, созданных кочевниками, таких как Золотая Орда, Крымское ханство и ранняя Османская Турция (см. также Набеговое хозяйство). Монголо-татары, обратившие огромные массы покорённого населения в рабство, продавали рабов как мусульманским купцам, так и итальянским торговцам, владевшим с середины XIII века колониями в северном Причерноморье (Каффа с 1266 года, Чембало, Солдайа, Тана и др.). Один из наиболее оживленных работоторговых путей вёл из азовской Таны в Дамиетту, находящуюся в устье Нила. За счет рабов, вывезенных из Причерноморья, пополнялась мамелюкская гвардия династий Аббасидов и Айюбидов. Крымское ханство, сменившее монголо-татар в северном Причерноморье, также активно занималось работорговлей. Основной рынок рабов находился в городе Кефе (Каффа). Рабы, захваченные крымскими отрядами в Польско-Литовском государстве и на Северном Кавказе, продавались преимущественно в страны Передней Азии. К примеру, в результате крупных набегов на Центральную Европу в рабство продавались до тысячи пленников. Общее число рабов, прошедших через крымские рынки, оценивается в три миллиона человек. В покоренных Турцией христианских областях каждый четвёртый мальчик забирался из семьи, принуждался к обращению в ислам и в теории становился рабом султана, хотя на практике янычары вскоре стали элитными войсками, претендовавшими на политическое влияние. Из рабов пополнялась янычарская гвардия и султанская администрация. Из рабынь состояли гаремы султана и турецких сановников.

### Рабство в Новое время

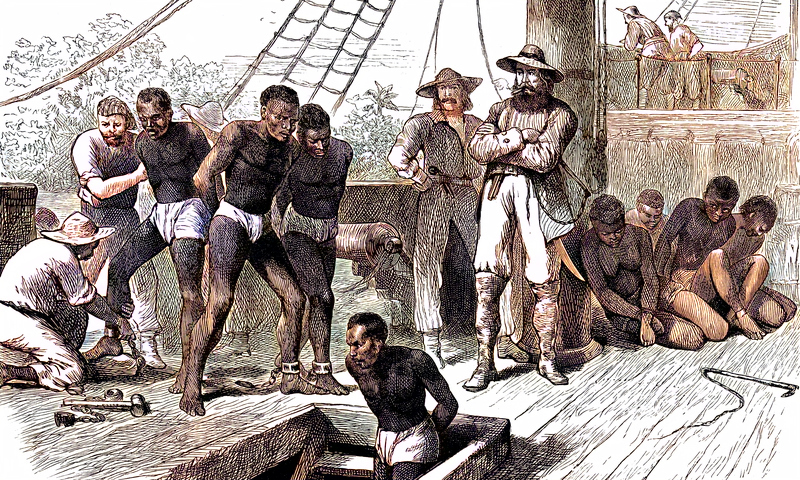
Джозеф Свейн — Работорговцы погружают пленников на невольничий корабль у западного побережья Африки, 19 век.

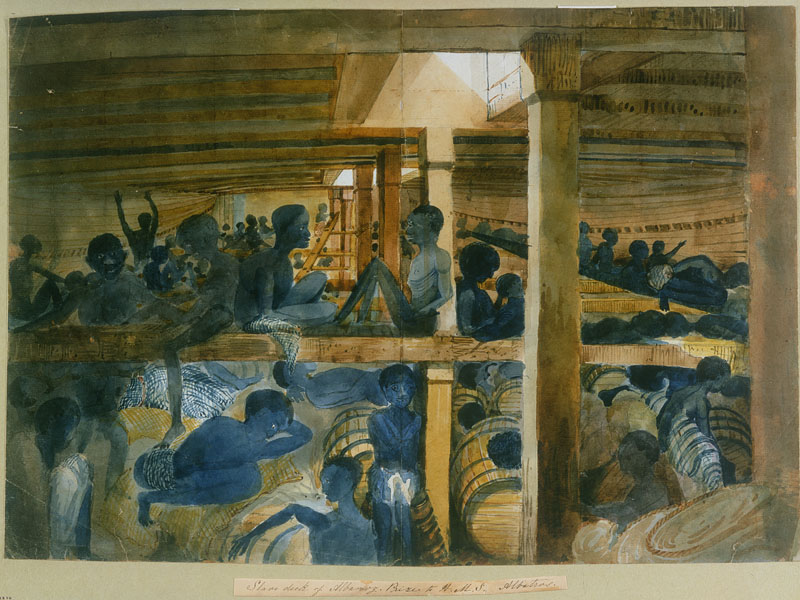
Фрэнсис Мейнелл — Рабы в трюме корабля, 1846 год.

Рабство, практически повсеместно в Европе заменённое крепостничеством, было восстановлено в новом свете в XVII веке, после начала эпохи великих географических открытий. На колонизируемых европейцами территориях повсеместно, в широких масштабах разворачивалось сельскохозяйственное производство, которое требовало большого количества работников. При этом условия жизни и производства в колониях были чрезвычайно близки к тем, что существовали в древние времена: большие пространства необработанной земли, малая плотность населения, возможность ведения хозяйства экстенсивными методами, с применением самых простых инструментов и элементарных технологий. Во многих местах, в особенности в Америке, работников было просто негде взять: местное население не имело никакого желания работать на пришельцев, свободные переселенцы также не собирались трудиться на плантациях. В это же время в ходе освоения белыми европейцами Африки обнаружилась возможность достаточно легко получить практически неограниченное количество работников, захватывая и обращая в рабство коренных африканцев. Африканские народы большей частью находились на стадии родового строя или начальных стадиях государственного строительства, технологический уровень их не давал возможности сопротивляться европейцам, имевшим технику и огнестрельное оружие. С другой стороны, они были знакомы с рабством ещё до прихода европейцев и рассматривали рабов как один из товаров для выгодной торговли.
27 декабря 1512 года испанское правительство запретило использовать в колониях американских индейцев как рабов, однако одновременно разрешило ввозить в Новый Свет рабов из Африки. Использование рабов-африканцев было весьма выгодным для плантаторов. Во-первых, негры в среднем были лучше приспособлены для изнурительного физического труда в жарком климате, чем белые европейцы или индейцы; во-вторых, вывезенные далеко от мест обитания собственных племён, не имеющие никакого представления о том, как вернуться домой, они были менее склонны к побегам. Так возобновилось использование рабского труда и началась массовая трансатлантическая работорговля, которая процветала вплоть до XIX века. Африканцев захватывали в их родных землях (как правило, сами же африканцы), грузили на корабли и отправляли по назначению. Некоторая часть рабов попадала в метрополию, большинство же отправлялись в колонии, преимущественно американские. Там они использовались для сельскохозяйственных работ, в основном на плантациях. Выгоды от плантаций хлопка и сахарного тростника и возраставшая цена рабов в Южных штатах США побуждали принимать всевозможные меры для охраны института рабства и для удержания рабов в подчинённом положении.
Масштабы использования рабского труда в колониях были очень велики. Даже после повсеместного запрещения законом работорговля долгое время существовала нелегально. Почти всё чернокожее население американского континента в середине XX века было потомками рабов, некогда вывезенных из Африки. Всего через Атлантику было ввезено около 13 миллионов африканских рабов, подавляющее большинство (более 95 %) оказались в Центральной и Южной Америке. На территорию британских колоний, а потом США попало порядка полумиллиона человек. В среднем, из 3-5 захваченных рабов, на плантацию доставлялся лишь один, остальные погибали во время захвата и транспортировки. По оценкам исследователей, в результате работорговли Африка потеряла до 80 миллионов жизней.
В Азии африканские рабы использовались мало, поскольку в этом регионе гораздо выгоднее было использовать на работах многочисленное местное население.
Тогда же в Европе преступников, приговорённых к каторге, стали отправлять в колонии и продавать в рабство. Среди «белых рабов» преобладали ирландцы, захваченные англичанами в ходе покорения Ирландии. Промежуточное положение между ссыльными и свободными колонистами занимали «проданные в услужение» (англ. indenture) — когда люди продавали свободу за право переехать в колонии и там снова «отработать» её.

### Отмена рабства в Северной и Южной Америке
В 1801 году рабство было отменено в Сан-Доминго в результате Гаитянской революции (1791—1804) — единственного в истории успешного восстания рабов.
В США возраставшее напряжение между свободными Северными и рабовладельческими Южными штатами привело к сецессии южных штатов и гражданской войне, в ходе которой были освобождены миллионы рабов. В первое время после войны (в период Реконструкции Юга, 1865—1877), под влиянием недоверия к южанам, правительство Соединённых Штатов вызвало негров к деятельному участию в выборах и в управлении (См. также Бюро вольноотпущенников). Но вскоре оказалось, что управление, составленное из менее культурных элементов, привело к отягощению южных штатов долгами и к разного рода злоупотреблениям. С прекращением военного положения на Юге в 1877 году (т. н. Компромисс 1877 года) и возвращением полноправия белым в усмирённых штатах, они получили возможность к более полному осуществлению самоуправления, которым и воспользовались, прежде всего, для отстранения негров от участия в законодательной, судебной и административной деятельности (см. Законы Джима Кроу). Окончательная отмена расовых законов произойдёт в 1960-е годы в ходе борьбы за права чернокожих. Несмотря на то, что 13-я поправка Конституции была введена ещё в 1865 году, только в 2013 году она была ратифицирована последним штатом — Миссисипи.

Позже всего освободили рабов-негров в Бразилии, где они наиболее смешались с португальцами и индейцами. По переписи 1872 года здесь насчитывалось 3 787 000 белых, 1 954 000 негров, 3 382 000 метисов и 387 000 индейцев; из негров было около 1,5 млн рабов. Первым шагом к отмене рабства было запрещение в 1850 году ввоза рабов. В 1866 году были освобождены рабы, принадлежащие монастырям и некоторым учреждениям; в 1871 году были объявлены свободными все дети рабов, рождённые в Бразилии; освобождены все казённые и императорские рабы и учреждён особый фонд для выкупа ежегодно определённого числа рабов. В 1885 году были освобождены все рабы старше 60 лет. Лишь в 1888 году последовало полное освобождение остальных рабов. Эта мера послужила одним из поводов к революции, низвергнувшей императора дона Педру II.

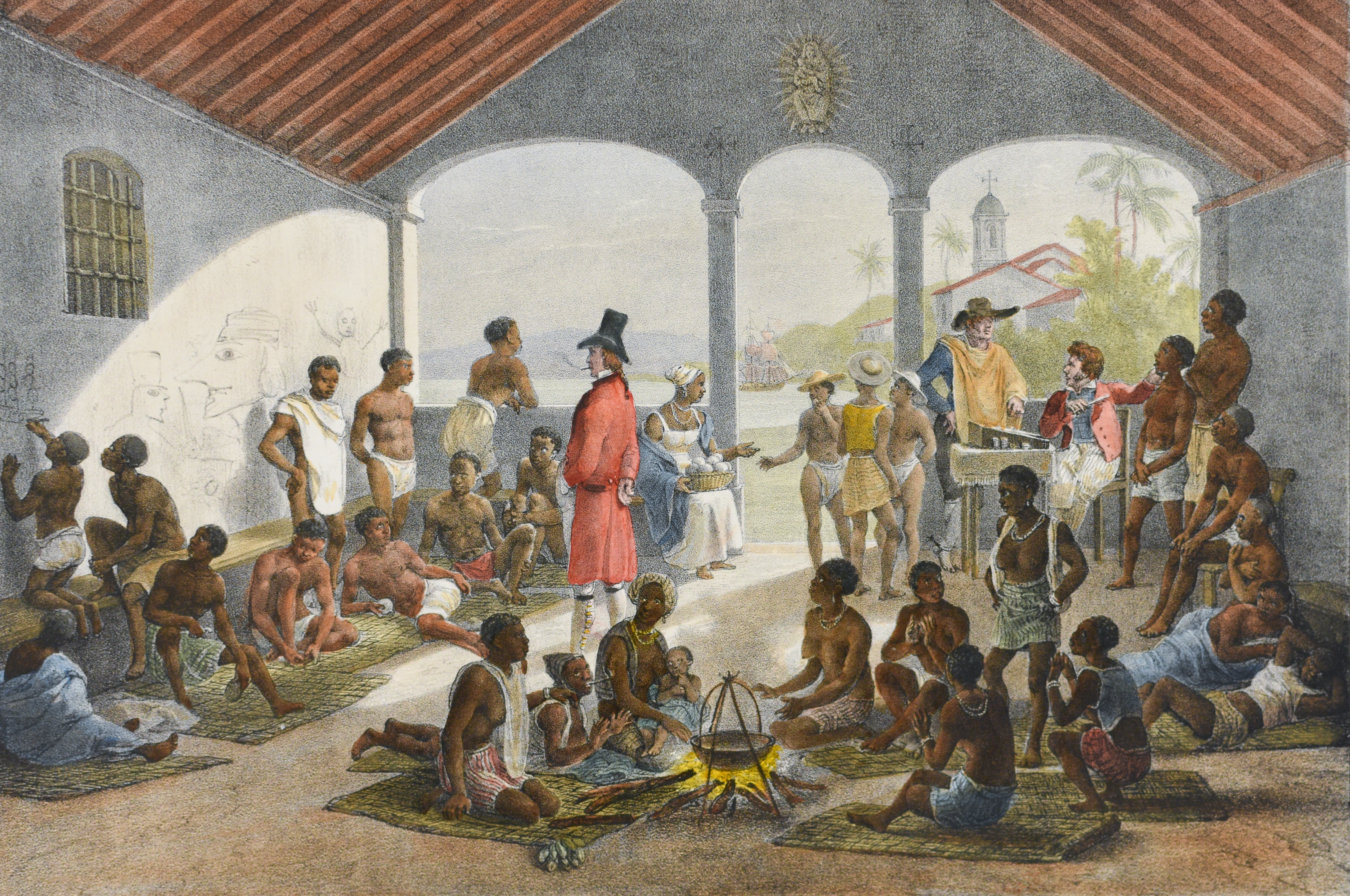
Рынок рабов в Рио-де-Жанейро. Литография Жана-Батиста Дебре. 1830-е гг.
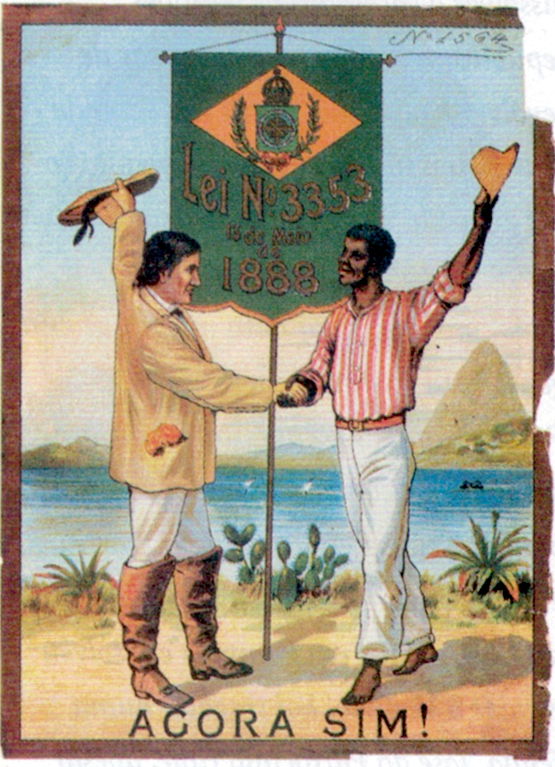
Бразильский плакат 1888 года об отмене рабства
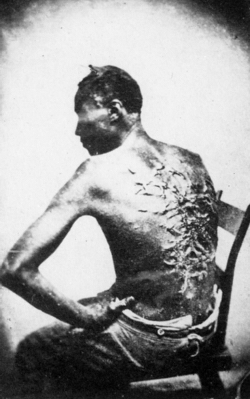
Раб Гордон в США со шрамами от неоднократного избиения плетьми
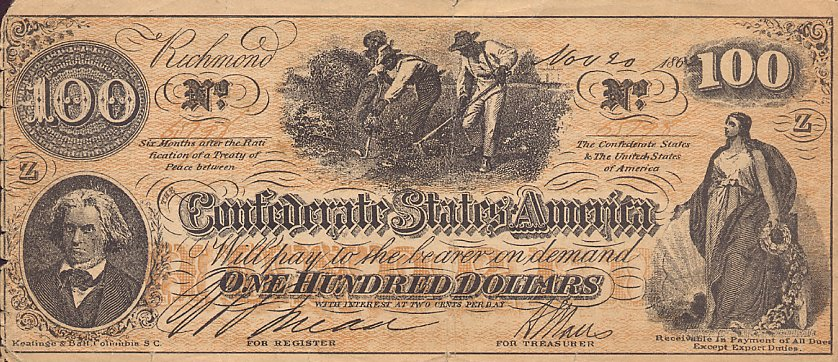
100 долларов КША с изображением негров-рабов на плантации. Ричмонд, 1862

### Борьба с рабством в Африке и Азии

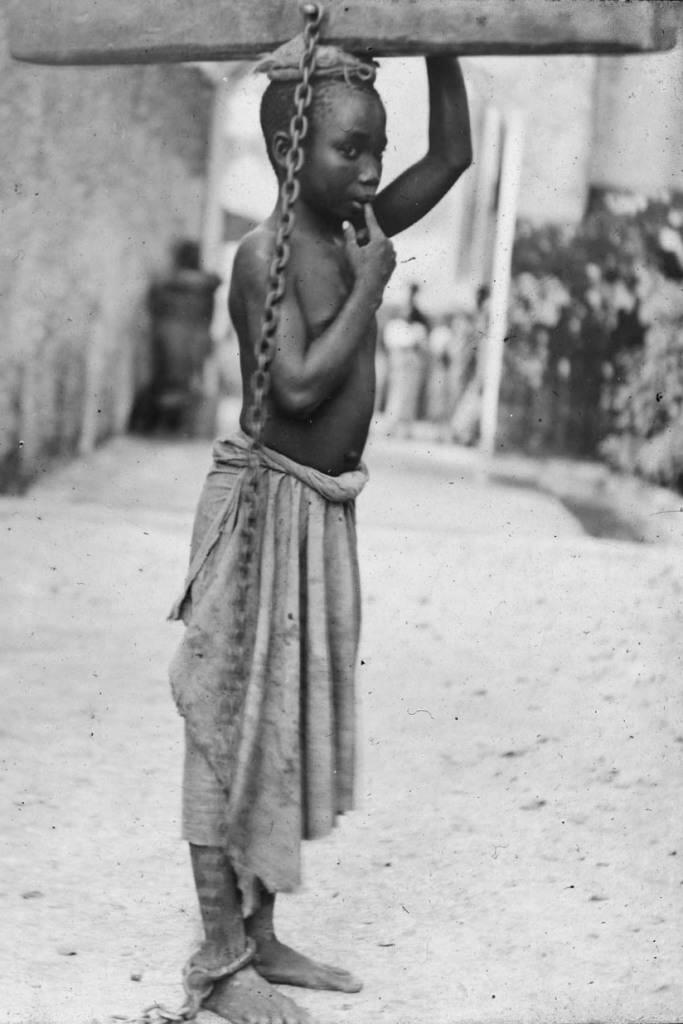
Наказание мальчика-раба хозяином в Занзибарском султанате (его заставили ходить с бревном на голове), фотография конца XIX века

Европейские страны, отменив рабство в своих колониях, старались тем или иным путём добиться того же и во всех мусульманских странах, азиатских и африканских. В 1846 году османский султан Абдул-Меджид I в одном из своих фирманов объявил работорговлю «противной законам религии и справедливости»; в 1857—58 годах два фирмана запретили эту торговлю в пределах Османской империи. В 1889 году в Османской империи были объявлены свободными все рабы, владельцы которых не могли доказать, что удерживают их на законном основании. Наконец, в 1890 году был издан циркуляр, приказывавший губернаторам провинций строго следить за прекращением контрабандного ввоза негров. Дольше всего рабство существовало в периферийных районах Османской империи (Бейрут, Месопотамия). Окончательно с ним покончила лишь младотурецкая революция 1908 года.
В 1877 году между британским правительством и египетским хедивом Исмаил-пашой был заключен договор, запрещавший продажу с 1884 года из семьи в семью невольников (негров и абиссинцев). И ввоз рабов извне, и перепродажа уже имеющихся в Египте невольников другим владельцам благодаря строгому надзору стали почти невозможны.
Главных центров невольничества, поставляющих рабов в Марокко, Аравию, Египет, Персию и Турцию, к концу XIX века было три: Судан, бассейн реки Нила вплоть до Больших озер и восточный берег Африки к югу от озера Ньясы. Число рабов, вывозимых из Судана, достигало 10 000 в год. Торговый оборот в области озера Ньясы составлял свыше 20 000 рабов в год, которых отправляли, в основном, на Занзибар.
В первой половине XIX века на Занзибаре и острове Пемба появились обширные плантации гвоздики и кокосов, на которых использовался труд африканских рабов. Арабские работорговцы Занзибарского султаната также вывозили рабов из Африки в Аравию, страны Персидского залива, Персию, Индию, на острова Индийского океана. На отмелях Занзибара часто можно было видеть трупы рабов, которых сбрасывали с дхоу работорговцев перед входом в порт, чтобы не платить за них таможенные пошлины, если рабы были больны и не годились для продажи. В 1873 году под давлением британцев занзибарский султан Сеййид Баргаш запретил работорговлю во всех своих владениях и закрыл невольничий рынок на острове, однако само рабство было отменено на Занзибаре лишь в 1897 году. Ещё в 1885 году сообщалось о повсеместном распространении работорговли в бассейне реки Замбези и о свободном вывозе рабов через побережье между мысом Дельгадо и бухтой Делагоа, которое формально было португальским протекторатом. Вожди африканских племен регулярно продавали своих соплеменников арабским работорговцам, причем повышенным спросом пользовались мальчики и девочки 12-14 лет для турецких и арабских гаремов. Британские военные корабли начали поиск и захват дхоу с рабами, однако британцы не могли контролировать труднодоступные внутренние районы Африки, а также побережье Красного моря и Персидского залива.

### Древняя Греция и Древний Рим
- Bradley, Keith. Slavery and Society at Rome (1994)
- Cuffel, Victoria. "The Classical Greek Concept of Slavery, " Journal of the History of Ideas Vol. 27, No. 3 (Jul. — Sep. 1966), pp. 323–342 JSTOR 2708589
- Finley, Moses, ed. Slavery in Classical Antiquity (1960)
- Westermann, William L. The Slave Systems of Greek and Roman Antiquity (1955) 182pp

### Африка и Ближний Восток
- Campbell, Gwyn. The Structure of Slavery in Indian Ocean Africa and Asia (Frank Cass, 2004)
- Lovejoy, Paul. Transformations in Slavery: A History of Slavery in Africa (Cambridge University Press, 1983)
- Toledano, Ehud R. As If Silent and Absent: Bonds of Enslavement in the Islamic Middle East (Yale University Press, 2007) ISBN 978-0-300-12618-1
- Davis, Robert C., Christian Slaves, Muslim Masters: White Slavery in the Mediterranean, The Barbary Coast, and Italy, 1500—1800 (Palgrave Macmillan, New York, 2003) ISBN 0-333-71966-2

### Латинская Америка и Британская империя
- Blackburn, Robin. The American Crucible: Slavery, Emancipation, and Human Rights (Verso; 2011) 498 pages; on slavery and abolition in the Americas from the 16th to the late 19th centuries.
- Klein, Herbert S. African Slavery in Latin America and the Caribbean (Oxford University Press, 1988)
- Klein, Herbert. The Atlantic Slave Trade (1970)
- Klein, Herbert S. Slavery in Brazil (Cambridge University Press, 2009)
- Morgan, Kenneth. Slavery and the British Empire: From Africa to America (2008)
- Stinchcombe, Arthur L. Sugar Island Slavery in the Age of Enlightenment: The Political Economy of the Caribbean World (Princeton University Press, 1995)
- Walvin, James. Black Ivory: Slavery in the British Empire (2nd ed. 2001)
- Ward, J. R. British West Indian Slavery, 1750—1834 (Oxford University Press 1988)

### США
- Fogel, Robert. Without Consent or Contract: The Rise and Fall of American Slavery (1989)
- Genovese, Eugene[англ.]. Roll Jordan, Roll: The World the Slaves Made (1974)
- Miller, Randall M., and John David Smith, eds. Dictionary of Afro-American Slavery (1988)
- Phillips, Ulrich B. American Negro Slavery: A Survey of the Supply, Employment and Control of Negro Labor as Determined by the Plantation Regime (1918)
- Rodriguez, Junius P. ed. Slavery in the United States: A Social, Political, and Historical Encyclopedia (2 vol 2007)

### Россия
- Hellie, Robert. Slavery in Russia 1450—1725 (1982)